# Tropodiaptomus falcatus
Tropodiaptomus falcatus là một loài giáp xác trong họ Diaptomidae.